# Maloserbulivka, Ielaneț
Maloserbulivka (în ucraineană Малосербулівка) este un sat în comuna Velîkoserbulivka din raionul Ielaneț, regiunea Mîkolaiiv, Ucraina.

## Demografie
Componența lingvistică a localității Maloserbulivka
     Ucraineană (72,04%)
     Română (23,66%)
     Rusă (4,3%)
Conform recensământului din 2001, majoritatea populației localității Maloserbulivka era vorbitoare de ucraineană (72,04%), existând în minoritate și vorbitori de română (23,66%) și rusă (4,3%).